# Joe Alexander
Joe Alexander (Kaohsiung, 26. prosinca 1986.) američki je profesionalni košarkaš, porijeklom iz Tajvana. Igra na poziciji niskog krila, a trenutačno je član izraelskog Maccabi Tel Aviva. Izabran je u 1. krugu (8. ukupno) NBA drafta 2008. od strane Milwaukee Bucksa. 

## Sveučilište
Nakon pohađanja srednje škole "Hargrave Military Academy" Alexander je otišao na sveučilište West Virginia. Kao freshman odigrao je samo 10 utakmica za Mountaineerse. Najbolju utakmicu odigrao je protiv sveučilišta "Washington & Jefferson College", kojima je postigao 5 poena, 3 skoka i 5 blokada. Alexander je svojoj drugoj godini protiv sveučilišta DePaul postigao tadašnji učinak karijere od 23 poena. S Mountaineersima je osvojio natjecanje NIT (National Invitation Tournament), pobijedivši u finalu sveučilište Clemson. U finalu je odigrao 16 minuta, a pritom je ostao bez poena i zabilježio jedan skok. Tijekom regularnog dijela sezone u prosjeku je postizao 10,3 poena, 4,3 skoka i 1,9 asistencija po utakmici. Na trećoj godini doživio je pravi preporod. U prosjeku je postizao 16,9 poena, 4,3 skokova i 1,9 asistencija po utakmici. Na trinaest utakmica postigao je 20 ili više poena, na tri utakmice 30 ili više poena, a najbolju utakmicu sezone odigrao je protiv sveučilišta Connecticut. Huskiesima je zabio 32 poena, uz 10 skokova i 2 ukradene lopte.

## NBA
Izabran je kao osmi izbor NBA drafta 2008. od strane Milwaukee Bucksa. Alexander je na Ljetnoj ligi u Orlandu 2008. odigrao svih pet utakmica i u prosjeku postizao 9,2 poena, 3,6 skokova i 1,2 blokade. 7. prosinca 2008. u porazu od Los Angeles Lakersa bio je najefikasniji u redovima Bucksa s 15 poena. Alexander je nakon All-Star pauze u utakmici protiv Miami Heata postigao 13 poena, 5 skokova i 5 asistencija u 20 odigranih minuta. 30. ožujka 2009. u pobjedi nad New Jersey Netsima postigao je učinak karijere od 16 poena. Rookie sezonu završio je u prosjecima od 4,7 poena, 1,9 skokova i 0,7 asistencija po utakmici. 18. veljače 2010. Alexander je mijenjan u Chicago Bullse zajedno s Hakimom Warrickom u zamjenu za Johna Salmonsa.

## NBA statistika

### Regularni dio
| Godina    | Klub      | Odig. uta. | Uta. poč. | Min. | 2P%  | 3P%  | Sl. bac.% | Skok. | Asist. | Ukr. lop. | Blok. | Poena |
| --------- | --------- | ---------- | --------- | ---- | ---- | ---- | --------- | ----- | ------ | --------- | ----- | ----- |
| 2008./09. | Milwaukee | 59         | 0         | 12.1 | .416 | .348 | .699      | 1.9   | .7     | .2        | .5    | 4.7   |
| 2009./10. | Chicago   | 8          | 0         | 3.6  | .167 | .0   | .667      | 0.6   | 0.3    | 0.1       | 0.1   | 0.5   |
| Ukupno    |           | 67         | 0         | 11.1 | .41  | .34  | .698      | 1.8   | .7     | .2        | .4    | 4.2   |

## Vanjske poveznice
- Profil na NBA.com
- Profil na Yahoo!